# Neta Harpaz
Neta Harpaz též Natan Harpaz (hebrejsky: נטע הרפז, rodným jménem Neta Goldberg, נטע גולדברג, žil 1893 – 11. října 1970) byl sionistický aktivista, izraelský politik a poslanec Knesetu za stranu Mapaj.

## Biografie
Narodil se ve městě Kosów Lacki v tehdejší Ruské říši (dnes Polsko). Vystudoval židovskou základní školu typu cheder a střední židovskou školu (ješiva). V roce 1909 přesídlil do dnešního Izraele. Roku 1913 byl jedním ze zakladatelů kvucy (malé pracovní a osadnické komuny) Achva.

## Politická dráha
V mládí se zapojil do činnosti sionistické organizace Poalej Cijon. V roce 1914 byl zvolen do ústředního výboru hnutí ha-Po'el ha-ca'ir. Roku 1919 patřil mezi zakladatele strany Achdut ha-avoda. Spoluzakládal odborovou centrálu Histadrut a podporoval odborovou organizovanost zemědělských osad. Zakládal potravinářské podniky Jachin a Hekel. Byl členem Prozatímní světové rady hnutí he-Chaluc, parlamentního shromáždění Asifat ha-nivcharim a Židovské národní rady.
V izraelském parlamentu zasedl po volbách v roce 1949, kdy kandidoval za Mapaj. Byl členem parlamentního výboru pro veřejné služby a výboru práce.